# Nicolaas van Kinschot

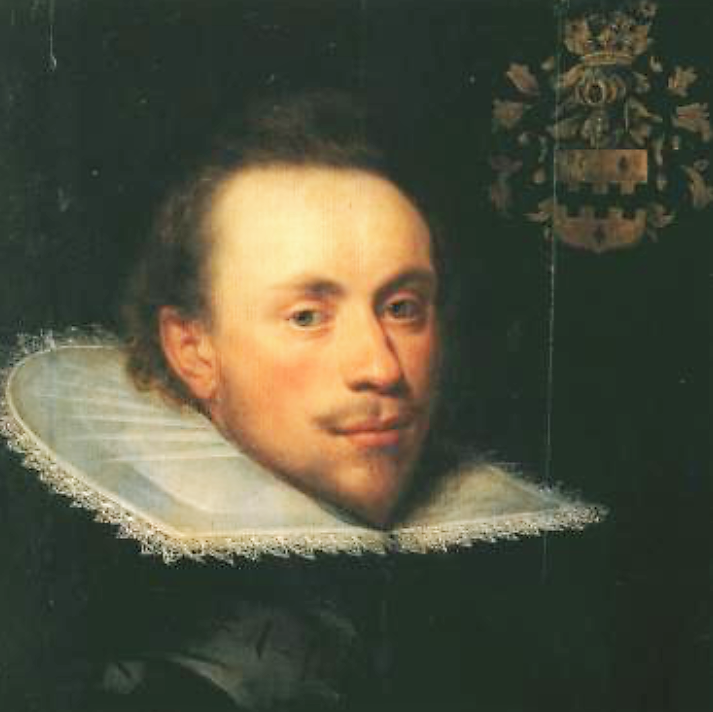
Portret van Nicolaas van Kinschot door Michiel van Mierevelt, ongedateerd, thans in bezit van de Stiftung Kunsthaus Heylshof in Worms

Mr. Nicolaas van Kinschot (Delft, 29 maart 1585 - begraven te Den Haag, 10 oktober 1660) was raad en advocaat-fiscaal van het Hof van Holland en Zeeland (1614-1638), pensionaris van Delft (1638-1660) en waarnemend raadpensionaris na terugtreding van Jacob Cats (1651). Tevens is hij bekend om de lofrede op Prins Maurits van Oranje die hij als tiener uitsprak, later gepubliceerd als de Oratio Panegyrica (1600).

## Jeugd en familie
Nicolaas was de zoon van jurist Jasper van Kinschot en Josina Pijll (1562-1601). In Delft werd Nicolaas binnen een jaar na de moord op Willem van Oranje geboren. Zijn vader en grootvader Nicolaas Pijll (geboren 1536; naar wie hij vernoemd werd) waren betrokken bij het hof; ze werkten aan de afhandeling van het sterfhuis van De Zwijger. Kort daarna vestigde de familie zich te Den Haag, waar Nicolaas opgroeide aan de Vijverberg (nr. 11). Naast Nicolaas’ vader, op dat moment thesaurier-generaal van Prins Maurits, telde de familie Van Kinschot ook juristen in de Zuidelijke Nederlanden, waar de familie oorspronkelijk van afkomstig was (Turnhout en Brussel). Nicolaas koos voor eenzelfde opleiding en loopbaan als zijn jongere broers Gaspar (1592-1654) en Louis (1595-1647) later zouden doen. 

## Opleiding en Oratio Panegyrica

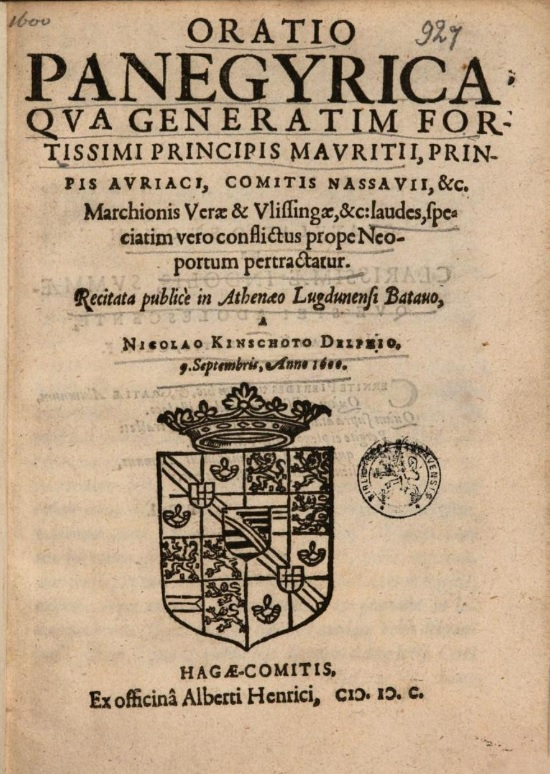
Titelpagina van de Oratio Panegyrica

Al op elfjarige leeftijd bezocht Nicolaas de Hoogeschool van Leiden, waar hij te 26 juni 1596 als student in de letteren stond ingeschreven. Als zeventienjarige promoveerde hij aldaar in de rechten (12 juni 1602). In deze jaren woedde de Tachtigjarige Oorlog, waarin de Nederlandse legers onder leiding van Prins Maurits van Oranje tegen de Spaanse legers vochten. Deze gebeurtenissen bleven Nicolaas ernstig bezighouden. Dat blijkt uit een Latijnse voordracht die hij in het openbaar uitsprak op de Leidse universiteit op 15-jarige leeftijd (9 september 1600), waarin hij twee maanden na de slag bij Nieuwpoort, de heldendaden van Maurits roemde. Het betoog werd in hetzelfde jaar in druk uitgebracht als Oratio Panegyrica bij landsdrukker Aelbrecht Hendricksz in Den Haag.  De publicatie werd tevens voorzien van een lofdicht op de auteur door de twee jaar oudere Hugo de Groot, met wie Van Kinschot bevriend zou raken. Zowel de Staten Generaal als de Raad van State besloten tot het geven van een teken van waardering aan de jongeman. Voor historici is Van Kinschots lofrede van belang omdat hij alle legeraanvoerders bij de Slag bij Nieuwpoort, van zowel Nederlandse als Spaanse kant, benoemt. Ook wijst hij aan wie op het slagveld bleven en wie krijgsgevangen werden.

## Loopbaan
Op 31 januari 1614 werd Van Kinschot advocaat-fiscaal van Holland; hij volgde Hugo de Groot op, die pensionaris van Rotterdam werd. In deze hoedanigheid begeleidde Van Kinschot in 1623 remonstrantse predikanten (onder wie Carolus Niëllius en Eduardus Poppius) van hun plaats van arrestatie naar Slot Loevestein. Volgens de overlevering deed Van Kinschot dit met clementie en gematigdheid.
In 1638 legde Van Kinschot zijn taken als advocaat-fiscaal neer, en op 6 augustus van dat jaar werd hij benoemd als pensionaris van Delft. Hij zou dit ambt trouw lange tijd dragen tot aan zijn dood in 1660.
In deze functie bouwde hij een sterke band op met de stad Delft. Hij woonde daar in de Voorstraat. Bij de ontploffing van het kruithuis in 1654, de zogeheten Delftse donderslag, werd zijn huis geraakt en had hij voor 2.000 gulden schade.
Na het aftreden van Jacob Cats als raadpensionaris van Holland en West-Friesland in 1651, nam Van Kinschot deze positie tijdelijk waar, totdat Adriaan Pauw voor de tweede maal benoemd werd, nog in hetzelfde jaar. 
Gezien de bijzonder lange vervulling van zowel het fiscaalschap als het pensionarisschap  in woelige tijden moet Van Kinschot daar goed in zijn geweest, terwijl zijn ervarenheid alsmaar toenam. Vroegmoderne bronnen, zoals het genoemde lofdicht van De Groot, of Caspar Brandts Historie van het leven des heeren Huig de Groot (1727), geven tevens blijk van Van Kinschots grondige juridische kennis.

## Begeleiding van de Remonstranten in 1623
In de bekende Historie der Reformatie van Gerard Brandt wordt de Fiscaal Van Kinschot vermeld bij de tocht van Haarlem naar Den Haag met Carolus Niëllius en Eduardus Poppius in de nacht van 14 op 15 mei. Hij liet hen ongebonden op de wagen zitten en was met dit gezelschap ‘zeer vermaakt.’ Van Kinschot sprak openhartig met hen alsof zij ‘zijn broeders of vertrouwde vrienden’ waren. Zij kwamen ’s ochtends in Den Haag aan en de gevangenen werden bij elkaar gezet in de ijzeren kamer. 
Op 25 mei kwam Fiscaal Van Kinschot hen daar halen om naar Loevestein te gaan. Daar ten slotte aangekomen nam Van Kinschot met vriendelijke woorden zijn afscheid van de gevangenen en vertelde hen dat hij hun gezelschap wel altijd zou willen genieten. Hij stelde daarbij zeker dat Niëllius en Poppius goed behandeld zouden blijven worden, inclusief voldoende eten en drinken.

## Correspondentie

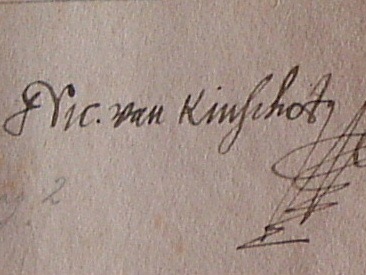
Van Kinschots handtekening

Door zijn familie, studie en loopbaan had Nicolaas een uitgebreide kennissenkring opgebouwd, waarmee hij contact onderhield. Onder degenen met wie hij correspondeerde waren Pieter Corneliszoon Hooft, Hugo de Groot en vertegenwoordigers van de Oranjes en de Winterkoningin. Sommige van deze brieven zijn bewaard gebleven en bevinden zich tegenwoordig in onder meer de Koninklijke Bibliotheek en het Allard Pierson Museum. Twee van zijn brieven aan Hooft zijn gepubliceerd in De briefwisseling van Pieter Corneliszoon Hooft (redactie H.W. van Tricht, 1976-1979). Hooft besprak met Van Kinschot voornamelijk juridische aangelegenheden. Literatuurhistoricus E.K. Grootes merkte op dat Van Kinschot een van de weinige personen buiten de naaste intimi was voor wie Hooft zijn brieven ondertekende met het informele ‘hartelijke groet’.

## Gezin en overlijden
Nicolaas trouwde twee keer. Zijn eerste huwelijk was met Clara Hesselt van Dinter (overleden 27 april 1618), dat werd gesloten in Antwerpen op 7 mei 1606. Samen kregen zij vijf kinderen, waarvan er twee jong overleden. Het jaar na Clara’s overlijden hertrouwde Van Kinschot met Agatha de Jonge (gedoopt 23 juni 1591 – begraven 5 januari 1654), met wie hij zes kinderen kreeg.
Nicolaas werd te Den Haag begraven op 13 oktober 1660 in de Grote of Sint-Jacobskerk. Gedurende zijn leven was de invloed (en omvang) van de familie in de Noordelijke Nederlanden sterk uitgegroeid, door middel van een aantal nazaten van zijn vader (Jasper) met huwelijken in vooral Brabantse en administratieve kring, en verwanten in vertrouwelijke functies voor Oranje en de Staat. Nicolaas was lange tijd Pater Familias van de familie Van Kinschot. Dat begon na het jong overlijden van zijn oudere broer Adam rond 1620 tot aan zijn eigen dood in 1660.

## Publicaties
- Nicolaus Kinschotus, Oratio panegyrica, qva generatim fortissimi principis Mavritii, prinpis Avriaci, comitis Nassavii, &c. marchionis Veræ et Vlissingæ, & c: laudes, speciatim vero conflictus prope Neoportum pertractatur. Recitata publicè in Athenæo Lugdunensi Batauo, a Nicolao Kinschoto Delphio, 9. Septembris, anno 1600. Den Haag, Aelbrecht Hendricksz, 1600
- Nicolaus Kinschot, Elegia ad ... Arnoldum a Limburch Lingensen. Leiden, Thomas Basson, 1599
- Nicolaas van Kinschot en Antonius Trutius, Positiones de natura logicae .... Leiden, Christoffel Guyot, 1599

## Trivia
In Jacob van Lenneps historische roman ‘De Pleegzoon’ (1833) speelt Van Kinschot een rol. Gesprekken tussen Maurits en hem worden daarin geschetst: “‘Welke bevelen zal Uwe Hoogheid mij geven,’ vroeg Van Kinschot, met een droefgeestig oog den Stadhouder aanstarende.”